# Warsaw Eagles
Warsaw Eagles su tim američkog fudbala iz Varšave u Poljske. 

## Godine
- 2006 1. mesto (Polish Bowl)
- 2007 3. mesto
- 2008 1. mesto (Polish Bowl)
- 2009 Polufinale
- 2010 Polufinale

## Spoljašnje veze
- Zvanični web sajt kluba